# ПФК „Ботев“ (Пловдив)
„Ботев“ е професионален футболен клуб от България. Основан е на 12 март 1912 г. и участва в Първа професионална Българска лига, което го прави най-старата съществуваща футболна институция в България. Клубът е двукратен шампион на България през сезоните 1929 и 1966/67, четирикратен носител на Купата на България през 1961/62, 1980/81, 2016/17 и 2023/24, както и носител на Суперкупата на България през 2017 гoдина. Ботев Пловдив е един от най-популярните футболни клубове в България.
Патрон на клуба е великият революционер и поет Христо Ботев.

## История
В началото на ХХ век в Пловдив възпитаниците на колежа „Свети Августин“ популяризират заниманията с физкултура и допринасят за разпространението на спортните игри сред градската младеж. В периода 1906 – 1907 към колежа е създаден първият тим за футбол, който оказва заразително влияние върху Пловдив и през периода 1910 – 1912 започват да възникват различни отбори по подобие на този от „Свети Августин“. Група ентусиазирани приятели, възпитаници на Първа мъжка гимназия и Френския колеж, решават да създадат свой клуб и организирано да се занимават с футбол.
На 11 март 1912 г. (неделя) те учредяват „Хр. Ботевъ – Футболно дружество“. На следващия ден, понеделник, съставеният учредителен протокол е официално легализиран от Пловдивския областен съд. Поради тази причина мнозина приемат датата 12 март за рождена. Първият Управителен съвет на дружеството се състои от: Стоян Иванов Пухтев – председател, Ненко Георгиев Пенелов – заместник-председател, Петър Делев – секретар-касиер и Теньо Русев – домакин. Останалите учредители са: Никола Алваджиев, Димо Сидеров, Асен Мерджанов, Георги Каранешев, Бойчо Стоянов, Стефан Йовчев, Атанас Минчев, Борис Бакърджиев, Христо Димитров, Борис Сотиров, Слав Славов, Иван Петков, Богомил Икономов, Николай Николов, Георги Танев, Пейчо Попов, Ради Мурджев и Георги Радев. Името на дружеството предлага Теньо Русев, който по-късно става летец и загива при авиационна катастрофа на 15 септември 1929 г., броени дни преди кръщелникът му да стане шампион на страната.
Първите съперници, с които „Ботев“ (Пловдив) мери сили са отборите на Втора софийска мъжка гимназия и колежа „Свети Августин“, както и съществуващият през 1914 г. в Каршияка клуб „Трите конски сили“. Тренировъчните си занимания футболистите провеждали на ливадите зад Хълма на изворите (Бунарджика) в Мараша, а мачовете се играели на плацовете на 21-ви и на 9-и пехотни полкове. Поради избухването на Балканската война и замирането на обществения живот, клубът временно преустановява дейността си. След края на войната дружеството вече носи името „Ученическо футболно дружество – Хр. Ботев“, а известна част от клубните членове са били такива и на гимнастическото дружество „Тракийски юнак“.
Световната война (1914 – 1918) нанася нов организационен удар за клуба, от чийто редици принудително напускат редовни членове за да се включат в бойните части по фронтовете. През 1915 – 1916 г. клубният живот почти замира поради липса на членове, малко са провежданите футболни срещи – предимно срещу формации от френски, английски и италиански военнопленници.
През 1917 г. е изработен първият клубен устав, в който са определени правата и задълженията на всеки член. Определени са и клубните цветове – жълто и черно. Изборът е заради съчетанието от цветовете на учредителите – православното черно на гимназистите от Първа мъжка гимназия и католическото жълто на колежаните от „Свети Августин“. Също така жълтото олицетворява „златните жита на Тракия“, а черното „земята ѝ“... Съществува и трета версия, според която изборът е бил предопределен от факта, че клубният устав е заимстван от модерните в онези години виенски спортни дружества и поради това били избрани цветовете от флага на Австрийската империя, а също и хералдиката от емблемата на виенския Рапид, като модел за своята. В годините до преврата от 9 септември 1944 г., жълто-черният клуб се налага като най-популярното дружество в Града на хълмовете. Ботевистите представляват сърцевината на пловдивското гражданство.

### Възходът през 20-те
След края на Първата световна война клубът се разраства, което налага и изработването на нов правилник. През 1920 г. вторият поред клубен устав е утвърден вече и от Министерството на просвещението. През същата година „Ботев“ (Пловдив) печели и неофициалното футболно първенство на Пловдив, а на следващата 1921 г. в тържествена обстановка е осветено клубното знаме. В периода 1918 – 1921 цветовете на клуба защитават Никола Щерев-Старика, Петър Генов-Перикото, Петър Загорски, Петър Делев, Тодор Божков, Кирил Денев-Миндела, Чоно Христов, Ненко Пенела, Теньо Русев, Тодор Кантарджиев, Иван Димитров-Димитрото, Анастас Ташев, Иван Танков, Норберт Хофман, Христо Джогов, Георги Бояджиев, Петър Мицев-Мишката, Костадин Говедаров, Иван Георгиев-Икото, Димитър Димитров-Мицито, Атанас Сарафов-Накото и Стойчо Тенев. През 1922 г. към отбора се присъединяват, станалите по-късно легенди за пловдивския футбол, Станчо Проданов-Зигото и Исак Каталан. Избран е и нов управителен съвет с председател поручик Иван Никифоров и членове Димитър Иванов, Вълко Куманов и Никола Щерев (Старика). СК Ботевъ става съучредител на Пловдивската спортна лига през 1923, а през следващата година и на Тракийската спортна федерация, в чието ръководство е избран Никола Щерев-Старика. Съществен роля за тази активност на общоградско и общотракийско ниво има тогавашното ръководство на „Ботев“ (Пловдив). Начело на Управителния съвет е адвокат Георги Хитрилов, а членове са Вълко Куманов, Димитър Иванов и Виктор Молхов. През 1923 г. е изработена е и първата официална клубна емблема. По същото време е направен и нов, трети поред, клубен устав, утвърден от тогавашните Министерство на просветата и Министерството на вътрешните работи и народното здраве. Спортен клуб „Ботев“ става съучредител на Пловдивската футболна лига.
От 1924 година започва турнир за определяне на шампиона на България по футбол. Тогавашното Държавно първенство е определено да се играе на принципа на пряката елиминация, като отборите с право да участват са първенци в съответните регионални футболни области. По право на държавния първенец се присъждала и Купата на Царя. В онези години ръководство на СК Ботевъ си поставя висока цел – отборът да стане най-силния в Пловдив и да е сред водещите в страната. За нейното изпълнение трябва да бъдат решени няколко задачи. Първата от тях е да бъде създадена собствена детско-юношеска футболна школа. С този проблем се заема неуморният деятел и спортист Никола Щерев-Старика. Под неговото ръководство за кратко време са изградени десетина детски и юношески формации, които стават през следващите години истински резерв за представителния отбор. Следващата задача е клубът да изгради собствено игрище. Направените постъпки пред Пловдивската община се увенчават с успех и общинската управа отпуска на клуба парцел от 36 декара, в квартал „Ухото“, южно от Централната гара. За кратък период от време с активното участие на всички клубни членове е построен спортен терен, където да се водят тренировки и провеждат официални срещи. Следващата задача била да се осигури регулярна състезателна програма. Освен участието в градското първенство, отборът записва мачове и срещу съперници от София, Хасково, Пазарджик, Кърджали, Карлово и Асеновград.
На 30 август 1925 г. „Ботев“ (Пловдив) играе своя първи международен мач срещу гостуващия турски гранд Фенербахче. Резултатът 2:6 е показателен за нивото на българските футболисти тогава. През следващите години на „Ботев“ (Пловдив) гостуват отборите на Адмира Виена, Кешкемет Будапеща и турският Бешикташ. През 1926 г. представителният отбор става за първи път градски шампион на Пловдив. По инициатива на Никола Щерев-Старика, които е едновременно треньор, капитан и футболист на тима през лятото на същата година е проведена високопланинска подготовка за първи път преди новия състезателен сезон – през месец август в родопския курорт „Бяла Черква“. През 1926 г. Управителният съвет на клуба, по предложение на ротмистър Христо Кънчев, решава да се изгради бюст-паметник на клубния патрон и той да бъде поставен пред входа на клубното игрище. Големи заслуги пред историята на клуба в онези години имат Георги Хитрилов, Недко Каблешков, офицерите Христо Кънчев и Михаил Джувков, Виктор Молхов, Аврам Вентура, Димитър Иванов, Вълко Куманов, Виктор Молхов, Георги Кръстев, Георги Манолов, Георги Малеев, Жак Грайф, Норберт Хофман, Никола Щерев-Старика, Йосиф Фридман и Георги Старчев. Това са хората, които изграждат най-влиятелната и силна футболна организация в Тракия. 20-те години са първият златен период в историята на клуба. Достигналите до нас документи на дружеството от това време убедително показват, че то вече има значителен организационен опит. През 1928 и 1929 „Ботев“ (Пловдив) гостува в София на тамошния гранд Левски по случай Великденските спортни празници под патронажа на цар Борис ІІІ Обединител. Победи са извоювани и в двете години, съответно с 4:3 и 4:2. Куриозен момент се случил във втората среща. Вратарят на левскарите вкарва топката в игра от ръка на границата на наказателното поле. Станчо Проданов, намиращ се в централния кръг на игрището, посреща от воле топката и пред изумените погледи на вратаря и публиката я вкарва в опразнената врата – рядко срещан и ефектен гол. На 15 май 1929 г. „Ботев“ (Пловдив) играе срещу един от най-добрите по това време в Европа – отбора на Аустрия Виена, наричан заради силата си „вундер тим“. Срещата е посетена от рекорден брой зрители. Отборът на Пловдив играе блестящо и побеждава с 5:4 силния си съперник. Софийският вестник „Спорт“, в брой 271 от 1929 излиза с голямо заглавие: „Един голям успех на провинциалния ни футбол: „Ботев“ (Пловдив) – Аустрия (Виена) 5 – 4“. В този паметен мач нашите играят в състав: „вратар – Мехмедов, бекове – Кирил Радомиров, Найден Радомиров, халф бекове – Касъров, Стоянов, Костов, форуарди – Каунджиев, Лафчиев, Щерев, Проданов, Самоковлиев. Резултат: 2 – 0, 2 – 1, 3 – 1, 3 – 2, 3 – 3 (1-ви халфтайм), 4 – 3, 5 – 3, 5 – 4 от дузпа (2-ри халфтайм)“. (Оригиналното изписване е запазено от тогавашния в-к „Спорт“)...Високият авторитет на СК Ботевъ носи официална покана за турне в Турция и от 3 до 19 септември 1929 г. пловдивчани гостуват на отборите от град Смирна (Измир), постигайки победи и в трите проведени срещи. На 3 октомври 1929 г. „Ботев“ (Пловдив) става за първи път в историята шампион на България! На стадион „Юнак“ в София, отборът печели финалната среща за държавно първенство срещу Левски София с 1:0 и донася първият футболен трофей на град Пловдив. Периодът 1929 – 1931 е един от най-силните за клуба – неизменен шампион на Града и Пловдивската спортна област, постоянен участник във финалната надпревара за титлата в България. Заради това постоянство в успехите си СК Ботевъ е награден от Българската Национална Спортна Федерация през 1932 г. с възпоменателен златен медал. През тези години на радости и успехи, чест на клубната фланелка защитават футболистите Станчо Проданов – Зигото, Вангел Каунджиев – Ченгеля, Найден Радомиров-Борума, Кирил Радомиров-Кичо, Емин Мехмедов, Андон Стоянов-Кифлата, Михаил Костов, Янко Самоковлиев, Димитър Лафчиев, Александър Касъров, Георги Бичиров, Михаил Дичев-Шерифа, Георги Бояджиев, Драгомир Бояджиев, Иван Танков, Ангел Иванов, Иван Петров-Биделето, Панчо Радомиров, Иван Добрев-Джирита. Треньор и капитан на отбора е Никола Щерев-Старика.

#### 30-те години и Втората световна война
След 1931, когато приключва състезателната дейност на повечето от футболистите от шампионския отбор, до преврата на 9 септември 1944 г. „Ботев“ играе на приливи и отливи, предимно на градско и регионално ниво и сравнително рядко се класира за националните финали. В средата на 30-те години на ХХ век, ръководството на СК Ботевъ успява да благоустрои клубното парк-игрище. Изградени са трибуни, спортен павилион и спортни площадки, а каменен зид огражда целия имот. Активни клубни деятели по това време са ротмистър Христо Кънчев, Белчо Савов, Борис Минков, Норберт Хофман-Берто, капитав Георги Гиков, Жак Грайф, инж. Христо Учкунов, Исак Каталан, Атанас Кантарев, д-р Тодор Послаников, Георги Хитрилов, Станчо Проданов, Жак Фридман, Христо Калпакчиев, Павел Млъчков, Иван Манев, Атанас Анчев и Димитър Станков. Отборът участва в първия сезон на просъществувалата между 1937 и 1940 г. Национална футболна дивизия, достига на два пъти до полуфинал за държавно първенство – през1937 и 1943 като през същия сезон за пръв път след няколко неуспешни участия печели пловдивската купа „Тримонциум“. Тимът е: Петър Йонов, Георги Йонов, Симеон Чучев, Владимир Царчински, Тодор Милушев, Никола Ламбрев, Георги Захариев, Георги Радев, Иван Гълъбов, Васил Куцаров, Михаил Динчев, Минко Бракалов, Славчо Милев, Васил Славов, Никола Милев, Димитър Грудев, Минчо Боев, Милен Найчев, Чудомир Хаджиев, Тодор Тодоров, Никола Ангелов, Димитър Станчев. Клубното ръководство е съставено от Димитър Величков, Димитър Мирков, Петър Райчев, Иван Хитев, Динчо Дубликов, Борис Царчински, Кирил Радомиров, Никола Христодулов, Димитър Станков, Георги Толев, д-р Тодор Милионов, Александър Касъров и Рашко Велев.

### 1945 – 1989
Новото управление на страната от Комунистическата партия засяга дълбоко спортния живот. Безскрупулното и безогледно управление на спорта изтръгва из корен традициите на много футболни отбори, основани преди Втората световна война по квартален, съсловен или етнически принцип като ги обединява по ведомствено-професионален или на основа на градското райониране. Голямата популярност на „Ботев“ го съхранява в размирния „след деветосептемврийски“ период 1944 – 1947. Преди това тя спасява клуба и от стремежите на централната власт да го обвърже с казионната организация „Бранникъ“, както това става с Левски Пловдив и Спортен градски клуб (СГК) през 1941 – 1944. Впоследствие комунистическият режим последователно заличава тези две елитни пловдивски спортни дружества. Разбира се, невъзможно е клубът да бъде съхранен в старата организационна форма и структура.
Независимо от различните обединения, сливания и преименувания, привържениците винаги припознават отбора под автентичното му име и не спират да го подкрепят от трибуните. Фактът, че „Ботев“ оцелява като клуб и продължава да се развива, не се дължи на случайност или късмет, а именно на безрезервната подкрепа на запалянковците. За повече от трите си десетилетия съществуване отборът се е превърнал в институция, на която не може лесно да се посегне. Именно поради тази причина в насилствените междуклубни обединения на „Ботев“ се отрежда водещата роля и неслучайно престижна организация, каквато е българската армия, поема администрирането на клуба.
Поставянето на „Ботев“ под военен пагон в дългосрочен план не може да се оцени като изцяло или преобладаващо негативно; случват се и положителни неща. Чрез ведомствата тоталитарната държава налива много средства в развитието на спорта, който да се превърне в нейна външнополитическа „витрина“. С държавни пари през това време са изградени спортните бази, осигурено е и развитието на спортистите от всички възрасти. От друга страна обаче, ведомственото подчинение на спортните клубове води до груба намеса на външни за спорта хора в тяхното ръководство. Тоталитарната централизация на държавното управление предопределя издигането на столичните футболни клубове и маргинализира тези от провинцията. В проведените 46 първенства на страната през целия разглеждан период едва три пъти първо място печелят извън столични отбори. За сравнение: в първенствата между 1925 и 1944 г. 6 от 19-те шампиони са от провинцията, а в периода 1990 – 2013 г. 8. Тези цифри са очевидно доказателство за ненормалното положение, в което е поставен българският клубен футбол по време на тоталитарния режим.

#### Преходен период (1945 – 1949)
Обратно на декларираните лозунги за осигуряване на модерни условия за развитие и за бъдещи бляскави успехи, основен принцип на управление става командно-административният. Това предпоставя липсата на каквато и да е свободна воля и гражданска инициатива в спортния живот и вътрешноклубните дела. Първата проява на новата власт е на 28 декември 1944 г., когато в изпълнение на указания от централното спортно ръководство на страната, старият СК Ботевъ е обединен с „Шипка“ от Кичук Париж. Футболната секция на новото дружество или т.нар. Обединен народен спортен клуб „Шипка-Ботев“ се ръководи от Стою Сеизов (председател), Тодор Чучев и Атанас Говедаров-Заека, а за треньори са назначени бившите футболисти от двата отбора – Симеон Павлов и Никола Щерев-Старика. На 29 май 1947 г. административно е прикрепен и профсъюзният отбор на пловдивските тютюноработници („Стефан Кираджиев“), а от 18 септември 1947 г. СК „Ботев“ (Шипка отпада от името поради неуспех да се наложи като притурка към най-популярното дружество в града) започва съвместна организационна и спортно-състезателна дейност с военнослужещите от Пловдивския гарнизон. Така за кратко време властта успява да вкара в политическата си доктрина стария клуб, като същевременно се възползва от изградената спортна база и общонационалната му известност и значимост. Същевременно по административен ред клубното игрище е предадено за ползване на дружество „Динамо“. През 1947 г. „Ботев“ (Пловдив) играе успешно в новоучредения турнир за националната купа (наричана тогава „Купата на Съветската армия“) и достига до финала, но губи след оспорвана игра с 0:1 от Левски София. В почти всички сезони от втората половина на 40-те години отборът завършва на челните позиции в градските и регионални шампионати (без 1947 г.) и се класира на елиминациите за държавно първенство, където обаче не достига по-далеч от четвъртфиналите.

#### Първи сезони в А Републиканска футболна група
През 1948 г. е извършена крупна реорганизация на структурата на футболните състезания в България. Създава се елитна група от отбори, които играят всеки срещу всеки на разменено гостуване, в чийто състав „Ботев“ (Пловдив) не попада. През 1949 г. „Ботев“ печели правото да играе елита, но поради промени в организацията на първенството дебютът му във висшия ешелон се отлага. През есента на същата година се провеждат квалификационни срещи за определяне на новата група на майсторите, която е предвидено да започне първенството от началото на 1950 г. по системата пролет-есен. „Ботев“ отново защитава мястото си в елита, но изненадващо това не успява да стори Септември при ЦДВ (бъдещ ЦСКА) – любимото футболно дете на армията. Следват нови реорганизации, „Ботев“ е изваден от А група, в която е решено да участва единен армейски отбор. На практика това е целият тим на наричащия се вече Народна войска софийски клуб; единствен представител на пловдивските „армейци“ е вратарят Георги Кекеманов, а Ботев, под името ДНА – Пловдив е върнат в Пловдивската окръжна група. Това е първата пряка намеса на централната власт в спортната дейност на клуба, която ще бъде последвана от много други. Тимът печели общоармейския футболен шампионат и първенството на окръжната група. През следващата 1951 г. „по целесъобразност“, т.е. за компенсация на отнетото по-рано място, „Ботев“ е върнат в А РФГ и на 22 март изиграва първия си мач срещу софийския Академик. На 17 октомври 1953 година „Ботев“ губи служебно с 0:3 домакинския си мач срещу ЦСКА, поради неявяване на „жълто-черните“ на игрището. По това време в „Ботев“ отбиват военната си повинност доста футболисти на други клубове. Непосредствено преди мача с ЦСКА, някои от основните единици на отбора са пратени на военни занятия на полигона Змейово. Не е ясно какви сметки е правило ръководството на клуба и на какво е разчитало, но така или иначе, пловдивският тим не излиза на терена. Съдията извежда само 11-те на ЦСКА, дава начален сигнал и прекратява мача поради липса на противника. За „Ботев“ тази служебна загуба се оказва фатална. „Канарчетата“ финишират на 11-о място и заедно с още 5 отбора, изпадат от групата. До спасителната 9-а позиция ги разделят само три точки и три гола. Още през следващата година обаче начело с новия си треньор Георги Генов (Джогата) „Ботев“ се връща в елита и не го напуска до края на хилядолетието. През втората половина на 50-те години на ХХ век „Ботев“ тогава СКНА (Спортен клуб на Народната армия) заиграва все по-уверено. Първият значителен успех е постигнат през 1956 година. Тимът се окичва с бронзовите медали в държавното първенството и играе на финала за Купата, където губи с 2:5 от стария си познайник Левски София. През 1957 е поредната реорганизация на футболната дейност в България и Пловдив. Възстановява се оригиналното име на тима и той вече се зове АСК (Армейски спортен клуб) „Ботев“ (Пловдив), след като към него е прехвърлено дружество „Червено знаме“ и се запазва попечителството на командването на Пловдивския гарнизон. Новото клубно ръководство, с председател полковник Димитър Вангелов, се заема с ликвидиране на текучеството на състезатели в отбора, което било голяма пречка за обиграване и постигане на трайни успехи. Изгражда се ядро от основни футболисти – Георги Чакъров, Иван Занев, Иван Сотиров-Албанеца, Райно Панайотов, Людмил Пеев, Георги Кекеманов, Александър Бахчеванджиев и др. По ирония на съдбата отборът пази името на своя изначален патрон Христо Ботев през следващото десетилетие, което се оказва най-успешното в досегашната му история. Същевременно започват първите стъпки по възстановяване на юношеската школа към клуба и създаване на собствени перспективни кадри за първия тим. Основоположник на съвременната ДЮШ на „Ботев“ (Пловдив) става бившия десен защитник на тима Косьо Енчев, изключителен спортен педагог, родом от Дряново, но обвързал цялата си кариера и съдба с „канарчетата“ и Града на тепетата. От 1958 г. той започва интензивна работа по набиране на талантливи деца и юноши и тяхното доразвиване.

#### Златният „Ботев“ от 60-те
Упоритият труд се възнаграждава и през следващото десетилетие „Ботев“ (Пловдив) е сред най-изявените отбори в България. През 1961 г. тимът, под водачеството на треньорите Георги Генов-Джогата и Стефан Паунов, печели бронзовите медали в шампионата. През 1962 г. е завоювана Националната купата. През 1963 г. „Ботев“ (Пловдив) е вицешампион, отстъпвайки в борбата за титлата пред градския съперник Спартак на Тодор Диев. Голмайстор на първенството става Иван Сотиров (Албанеца) с 20 гола. В тогавашния тим блестят играчи като Георги Ив. Найденов, Георги Чакъров, Иван Занев, Виден Апостолов, Иван Сотиров-Албанеца, Динко Дерменджиев (Чико), Георги Аспарухов (Гунди), Райко Стойнов и др. Редица играчи на тима са призовани в националните гарнитури. В състава на А националния влизат Георги Найденов, Динко Дерменджиев-Чико и Георги Аспарухов-Гунди, като последните двама взимат участие във финалите на VII Световно първенство в Чили. За олимпийската формация, чийто треньор през1962-1963 г. е Джогата, играят Райко Стойнов, Виден Апостолов и Георги Попов (Тумби), а в младежкия национал (до 23-год.) са Михаил Карушков, Спас Пашов и Иван Ранков. Отборът през тези години е съставен от Георги Найденов, Михаил Карушков, Райно Панайотов, Георги Чакъров (капитан), Виден Апостолов, Георги Разложки, Иван Занев, Райко Стойнов, Динко Дерменджиев-Чико, Георги Аспарухов-Гунди, Иван Сотиров-Албанеца, Георги Харалампиев-Ампе, Георги Попов-Тумби, Стоичко Пешев, Димитър Костадинов-Мики, Христо Илиев (Патрата), Александър Костов, Димо Печеников, Иван Делев, Добрин Белчев, Иван Ранков, Спас Пашов, Симеон Събев, Янко Джоглев и Благой Шулеков. Треньори са Георги Генов-Джогата и Стефан Паунов, председател на клуба е полковник Йовчо Йовчев. Хонорувани лекари на отбора са д-р Николай Даскалов и д-р Мишев. През 1964 г. „Ботев“ (Пловдив) престава да бъде ведомствен отбор на Пловдивския гарнизон и командването на Втора армия. Отборът е напуснат от редица млади състезатели, а ветераните Райно Панайотов, Георги Чакъров и Иван Сотиров прекратяват състезателната си дейност. В този труден момент на помощ идва амбициозното ръководство на Комбината за цветни метали (КЦМ) „Димитър Благоев“ в лицето на инж. Йордан Йорданов (директор на комбината), инж. Георги Абрашев и инж. Станко Станков. С техните енергични усилия се осигурява административното, материалното и финансовото съществуване на дружеството, което получава официалното наименование КЦМ „Ботев“. През 1964 и 1965 г. „Ботев“ (Пловдив) достига до финал за Купата, но и в двата случая отстъпва пред Славия. Междувременно Георги Генов създава и обиграва нов отбор, съставен от млади играчи – Георги Попов – Тумби, Ненко Георгиев, Иван Кючуков, Иван Бачков, Вангел Делев и др., както и по-опитните (всъщност между 25 и 30-годишни) Райко Стойнов, Михаил Карушков, Г. Ив. Найденов, Д. Дерменджиев, В. Апостолов, Димитър Костадинов – Мики, Иван Задума, Иван Глухчев, Божидар Атанасов и Добрин Ненов. Новият тим е поставен под ръководството на нов треньорски щаб – Васил Спасов (Валяка) – старши треньор и доскорошния капитан Георги Чакъров за негов помощник. Георги Генов (Джогата) и Стефан Паунов не получават възможността да оберат плодовете на 14-годишния си труд. Делото им обаче не е забравено от техните възпитаници и феновете – през декември 1999 г. Георги Генов посмъртно е провъзгласен за треньор № 1 на „Ботев“ за ХХ век.
„Ботев“ (Пловдив) отново става шампион през 1967. Васил Спасов (Валяка) доизгражда стила на игра на отбора, превръщайки в негова патент убийствените скоростни контраатаки. Тимът от Колежа печели най-високото отличие в България през най-плодоносната година за клубния ни футбол (ЦСКА и Славия са на полуфинали в Европа, съответно за КЕШ и КНК) и в най-оспорвания шампионат в историята, където всеки може да победи всеки и където факторът „домакинство“ е без значение. Показателни са думите на журналиста Спас Тодоров от в-к „Народен спорт“ изречени години по-късно, че това е първенството в което първенецът е безапелационно признат от всички съперници и не предизвиква полемика относно спортсменството в надпреварата. Шампион е отборът, победил и то като гост, грандовете ЦСКА и Левски София, а равносметката му на чужд терен изглежда впечатляващо с 6 победи и 6 равенства при еднакъв сбор от точки и като домакин, и като гост.
Месец след това събитие идва ново административно реорганизиране на футболния живот в Пловдив. В резултат на висша политическа заръка се започва окрупняване на спортните организации, като се прикрепят на ведомствен принцип към различни държавни институции и стопански субекти. Набързо, в рамките на 2 – 3 сезона се формират няколко спортни гиганта към войската и флота (София, Пловдив, Сливен, Хасково и Варна), МВР, БДЖ и големите промишлени комбинати. В Пловдив заповедта на централното ръководство е изпълнена според конкретното предложение на градския „общественик-функционер“ – журналиста Методи Танев (известен симпатизант на Локомотив) – пловдивският мастодонт на име „Тракия“ да се образува от дружествата Ботев, Спартак и Академик с обосновка за „хомогенно общоградско сдружение, развиващо всички олимпийски спортове“. Старите ботевисти все още коментират, че в това решение основна роля изиграват „тънките сметки“ да се обезсилят двата дотогавашни пловдивски гранда за сметка на Локомотив. Дали в действителност е така, не може да се каже, но е факт, че в следващото десетилетие „Ботев“ вече не е сред фаворитите за челни места в първенството. Иначе „Ботев“ пострадва по-малко в сравнение с другите два тима Спартак и Академик, които на практика са унищожени. Новото дружество, както и в предишни случаи на сливания и обединения, приема историята и жълто-черните цветове на „Ботев“ и ползва за домашен терен стадиона на „канарчетата“ в квартал „Каменица“. В чисто футболно измерение се получава така, че тимът на „Ботев“ (Пловдив) се запазва изцяло, като към него се добавят само двама играчи от Спартак – Христо Дишков и Тобия Момин. Треньорското ръководство е сменено, новите футболисти от Спартак не допринасят за подобряване на играта; „Тракия“ трябва да чака цели четиринадесет години, докато отново влезе в призовата тройка.

#### 70-те: В очакване на по-добри времена
С изключение на две четвърти места, постигнати през 1969/70 и 1977/78, до края на 70-те години отборът приключва шампионатите в „златната среда“ между 5 и 11 място, почти винаги изпреварван от градския съперник Локомотив. Именно в тези години след закриването на Спартак дербитата между „Ботев“ и Локомотив Пловдив се превръщат в запазена футболна марка на Града под тепетата. Футболната секция към физкултурно дружество Тракия, с председател инж. Станко Станков и членове Кирил Аспарухов, Христо Михайлов и Димитър Караджов, насочва усилията си главно към разширяването и подобряването на юношеската школа. Основна роля в нейната работа имат опитните Косьо Енчев и Костадин Мутафов, талантливият организатор Мавроди Хаджиколев и треньорите Никола Милев, Михаил Кожухаров, Марин Димитров, а по-късно и младите специалисти Иван Митев и Атанас Хари Георгиев. След години на къртовски труд те ще успеят да спечелят име на школата като водеща в страната и от нея излизат поредица от големи футболисти – Спас Джевизов, Александър Иванов, Антон Милков, Атанас Гаръбски, Петър Зехтински, Костадин Костадинов, Митко Аргиров, Георги Славков-Бенкса, Атанас Маринов, Марин Бакалов, Димитър Младенов, Румен Юруков-Пики. През 1972 г. отборът на Пловдив завоюва Балканската клубна купа, след първо място в предварителната група и две драматични финални двубоя с Вардар от Скопие (тогавашна Югославия). Победа с 5:0 и загуба С 0:4. Тези, които донасят трофея в Пловдив са Михаил Карушков, Драган Раденков, Димчо Апостолов, Видин Апостолов, Иван Глухчев, Вангел Делев, Димитър Танков, Христофор Маринов-Фори, Йордан Кичеков, Тумби, Чико, Георги Убинов – Графа, Стефан Станев, Богомил Станоев, Добрин Ненов, Ангел Лулчев, Трайко Соколов, Николай Трайков, Пламен Ангелов и Иван Балджийски. Треньор е Георги Чакъров с помощници Георги Найденов и Димитър Григоров. След този успех настъпва период на промени в тима и спадове в представянето му на футболния терен. От 1972 г. клубът отново преминава под патронажа на Министерството на отбраната и се именува Армейско физкултурно дружество (АФД) „Тракия“. Треньорите се сменят почти на всеки сезон, липсва системност в работата, а текучеството на играчи е голямо. В тима са останали 3 – 4 футболисти от отбора-шампион`67, а другите са млади и неопитни. Това предопределя слабото представяне в шампионата – извън претендентите за медали, а в турнира за Купата – отпадане в ранните етапи на борбата. През периода 1974 – 1978 начело на футболната секция в АФД Тракия е Кирил Аспарухов, а в управата са още Христо Михайлов, Кирил Лазарев и Димитър Караджов. Стабилизирането започва при треньорското ръководство на Добрин Ненов, който по-късно е наследен от нашумелия в онези години Иван Манолов (Големия орел). Те, двамата, смело дават път на млади състезатели и юноши. В представителния отбор започват да се играят талантливите възпитаници на клубната ДЮШ – Илия Барашки, Спас Джевизов, Петър Зехтински, Александър Иванов и Славчо Хорозов. През 1978 г. Чико прекратява състезателната си кариера след цяла епоха в историята на клуба. В негова чест е организиран бенефисен мач на Тракия със състезатели от А националния отбор, играли в периода 1966 – 1970 под ръководството на треньора Стефан Божков. Срещата завършва при резултат 3:3. Година по-късно, през есента на 1979, Чико поема треньорското ръководство на отбора. Заедно с помощника си, дългогодишния съотборник Иван Глухчев, те поставят основите и градят успехите, които ще превърнат „Ботев“ (Пловдив) в отбор, играещ пленително и оставил значима диря в историята на българския футбол. Двамата общо водят тима 12 години, през които „Ботев“ (Пловдив) се утвърждава като трети по сила в България, след ЦСКА и Левски София.

#### „Очарованието от 80-те“: Сладки спомени с тъжен привкус
През периода 1981 – 1991 „Ботев“ (Пловдив) става вицешампион (1986), пет пъти бронзов медалист (1981, 1983, 1985, 1987 и 1988), носител на Купата (1981) и финалист за отличието (1984 и 1991). Сухите статистически данни не могат да разкрият привлекателния стил на игра, каращ десетки хиляди да изпълват стадионите в Пловдив и страната. Собствената ДЮШ дава голяма част от основните футболисти на този тим – Петър Зехтински, Славчо Хорозов, Митко Аргиров, Георги Славков, Костадин Костадинов, Трифон Пачев, Димитър Младенов, Благой Блангев, Марин Бакалов. Естествено заслуга за успехите имат и немалко играчи, израснали в други тимове, но останали завинаги в сърцата на жълто-черните привърженици, като Красимир Манолов, Атанас Пашев, Антим Пехливанов, Димитър Вичев, Васил Симов, Запрян Раков, Георги Георгиев (Ламбадата, Гецата), Иван Кочев и др. Новата генерация на „Тракия“ блести в продължение на повече от десетилетие. Футболистите са с толкова изявени качества, че в тима не е намерено място за бъдещата суперзвезда на българския футбол Христо Стоичков. В шампионата 1980/81 лидерът на отбора Георги Славков отбелязва 31 попадения и с това печели приза Златната обувка на авторитетното парижко издание Франс Футбол за най-добър реализатор в Европа! През същия сезон „Ботев“ (Пловдив), за пръв път след 14-годишно прекъсване, е в призовата тройка на шампионата и за втори път в историята си печели Националната купа, след победа с 1:0 на финала срещу Пирин. Пътят започва на 1/32-финала с победа над Доростол 1:0, на 1/16-финал е отстранен с 2:0 Академик Свищов, на 1/8-финал като гост е преодолян Локомотив Бургас с 2:0, после на четвъртфинала без проблеми е разбит Миньор Бухово с 4:1, а на полуфинала „жълто-черните“ не срещат съпротива от Беласица Петрич и 6:0. На 5 май 1981 година, на Националния стадион в София, при проливен дъжд и подгизнал терен, с мощната подкрепа на хиляди пловдивчани, пристигнали за мача с две влакови композиции и специална автобусна колона, „канарчетата“ печелят след бърза контраатака и гол на Митко Аргиров в 43-та минута. И както често се случва с „Ботев“ (Пловдив), точно когато всичко изглежда да тръгне по възходяща линия се случва нещастие. В началото на сезон 1981/82 се разразява сериозен конфликт между звездата на тима Славков и треньора Дерменджиев, вследствие на което Бенкса напуска в посока София. Отборът е напуснат впоследствие и от изявените си фигури Красимир Манолов, Митко Аргиров, Кирил Пейчев и Атанас Маринов. Все пак тандемът Чико-Глухчев бързо успява да възстанови загубите и да сглоби нов боеспособен отбор с привличането на Атанас Пашев, Васил Симов, Антим Пехливанов, Запрян Раков и Георги Георгиев. През следващата 1983 г. отново са спечелени бронзовите медали, а голмайстор на шампионата става младият Антим Пехливанов-Турната с 20 попадения. През лятото на 1984 г. е направена треньорска рокада, Глухчев заема мястото на Чико. Промяната е продиктувана под натиска на военните в София, гневни че „Ботев“ (Пловдив) губи финала за Купата и не успява също така да спре в шампионата Левски София, който се конкурира пряко с генералския ЦСКА. За помощник-треньор на отбора е назначен дотогавашния кондиционен методист Никола Дафински. Кръг преди края на сезон 1984/85 се играе финалната среща за Купата между „вечните“ съперници в София Левски и ЦСКА. Мачът е изпъстрен недостойни сцени и скандали, което дава повод за неоправдано строги мерки срещу двата клуба от страна на еднопартийната държавна власт. С решение на Централния Комитет на БКП, грандовете са разформировани и извадени от първенството, а за шампион на страната е обявен класиралия се на трето място отбор на Тракия. Административното отличие на сметката на „канарчетата“ е отменено през 1989 година и върнато на Левски София. На 25 юли 1985 г. се провежда учредителна конференция на която футболната секция към АФД Тракия се преобразува в самостоятелен юридически субект – Футболен клуб „Тракия“. Новата организация се създава от 53 членове с платен членски внос, прави се избор на Изпълнително бюро от 15 души. За председател на обществени начала е определен Кирил Аспарухов, а изпълнителен директор на футболния клуб става Видин Апостолов. Останалите в ръководството са Атанас Георгиев, Крум Лазарев, Иван Митев, Александър Въргов, Николай Тодоров, Христо Германов, Георги Марков, Иван Глухчев, Трифон Иванов, Илия Георгиев, Георги Дурлев, Стойне Стойнов и Иван Станков. Най-важната задача, която стои пред новото управление е финансовото и материално обезпечаване на клубното развитие без опеката на военните. През 1986 „Ботев“ (Пловдив) става вицешампион, макар мнозина да го считат за некоронования първенец на страната. Мачовете на отбора са спектакли, изпълнени с много голове и ефектна игра. През този сезон е поставен клубен рекорд по резултатност в един шампионат – 82 гола (второ по постижение в дотогавашната история на България). Голмайстор А РФГ става Атанас Пашев с 30 отбелязани попадения. Три момента предопределят малшанса на „канарчетата“ да се окичат за трети път със златото. Най-напред е преиграването на мача в Свищов с местния Академик. Двубоят на 9 декември 1985 е прекратен поради мъгла при резултат 2:0 за пловдивчани. Доколко било основателно това решение е много спорно. Футболистите на Ботев, участници в мача, твърдят, че е можело да се играе нормално, въпреки климатичните условия. Преиграването на 26 декември 1985 завършва с равенство 1:1. Втората издънка се случва в Благоевград. Въпреки тоталното си превъзходство и многобройни положения за гол, „Ботев“ не успява да отбележи. В 90-ата минута Коце Костадинов нацелва гредата и мачът завършва 0:0, при което не се присъждат точки за равенство, според тогавашната приумица на БФС. Третият съдбовен момент в историята с изплъзналата се титла е на Овча купел – на 24 март 1986 „Ботев“ води с 1:0 на полувремето. При прибирането към съблекалните на почивката, хвърлен камък от привърженици на Славия строполява вратаря Вичев в безсъзнание на земята. След като се съвзема обаче той не е в състояние да продължи и съиграчите му, все още в шок от случката, отказват да излязат за втората
част. При създалото се напрежение се намесват председателят на Славия Димитър Ларгов и заместник-началника във футболната федерация Сучков. Те умоляват ръководството на „Ботев“ да накара играчите си да доиграят срещата. По регламент е трябвало мачът да се прекрати и да се присъди служебна победа 3:0 за ощетения отбор. Назрява страхотен скандал, нещо, което футболния съюз не може да допусне близо година след поразиите на
финала за Купата`85 между Левски и ЦСКА. Под угрозата от бъдещо негативно отношение на футболната власт към „Ботев“ (Пловдив), играчите се съгласяват да играят второто полувреме и така изпускат гарантирания си успех (тогава при победа се дават по 2 точки). Под въздействие на инцидента и след всички разправии с височайши особи, „канарчетата“ са разколебани в играта си, допускат обрат в мача и краен резултат 1:3. Остава единствено радостта от избегнатото зло – слависткият камък с малко не засяга сънната артерия на пловдивския вратар и той се разминава на косъм от смъртта. Този мач прекратява дългогодишната състезателна кариера на Димитър Вичев. Развръзката на сезон 1985/86 обаче се случва в Подуяне без участието на „Ботев“ (Пловдив). Изненадващо Берое побеждава Левски с 3:2 на Герена за първи път в историята си и по този начин бетонира първото място кръг преди края на шампионата. По-късно, през 2000 г., в телевизионно предаване по бТВ, Наско Сираков публично признава, че отборът му е играл симулативно в този мач за да направи Берое шампион и да подлее вода на стария си враг от Пловдив, който, според него, бил фаворизиран от тогавашното ръководство на футболния съюз, начело с пловдивския функционер Иван Шпатов...Като се имат предвид горепосочените мачове с Академик и Славия обаче, не става ясно в какво се е изразявало подпирането на жълто-черния тим в този опорочен от задкулисни игри шампионат. Такива слухове витаят единствено около директния сблъсък между „Ботев“ и „Берое“ на „Колежа“, в който старозагорци са размазани с 8:1; три дни преди това футболистите им стават жертва на хранително разстройство, но БФС отказва мачът бъде отложен. На самата среща съдията дава три дузпи за „Ботев“. Въпреки това едва ли може да има съмнение, че тогавашният супер отбор на „канарчетата“ не би могъл да победи на свой терен Берое. В самия мач, поради наказания и контузии, в състава на домакините има само един нападател – Атанас Пашев, който отбелязва 2 гола. Другите 6 са дело на защитниците Раков, Юруков и Хорозов и дефанзивните полузащитници Бакалов и Симов (2). Почетния гол за гостите бележи Кашмер. През тези години на „Колежа“ и градския стадион пред „Ботев“ са безсилни далеч по-именити и силни отбори.
По инициатива на Полската футболна федерация през май`1986 се провежда международен турнир „Интерлига-86“ с участието на отбори от България, Унгария и Полша. Трофеят е спечелен от „Ботев“ (Пловдив)! През сезон 1986/87 продължават блестящите изпълнения по терените на България. Знаменателно е постижението от пролетта на 1987. На полусезона „Ботев“ (Пловдив) изостава на 5-а позиция с четири точки зад четвъртия Локомотив София и на пет след третия в класирането Славия. Следват 13 поредни мача без загуба, помитане на директните съперници за бронза – 2:1 на Илиянци и 2:0 на Овча купел.
Въпреки че може би най-силното в досегашната история поколение играчи на „Ботев“ не успява да завоюва трети шампионски успех, въпреки горчивите спомени за грубо ощетяване на любимия отбор от съдийски екипи и договорки между други клубове, далеч по-незабравими са зрелищните и майсторски изиграни мачове под ръководството на треньорите Динко Дерменджиев и Иван Глухчев. От сблъсъците на европейска сцена винаги ще се помнят домакинските победи над грандовете Барселона (1:0 през 1981) и Байерн Мюнхен (2:0 през 1984), като особено при втората само огромният малшанс на „канарчетата“ спасява баварците от отстраняване.

### В края на ХХ и началото на ХХІ век
На 10 ноември 1989 г. тоталитарният комунистически режим пада от власт. Започва вълна от промени във всички области на живота, включително и спорта. Държавните учреждения и ведомства излизат от администрирането на спортните дружества, които вече са свободни открито да се развиват като професионални. Финансирането преминава в ръцете на частни спонсори. Така българският футбол след 45-годишна изолация поема в нормалната посока, поне що се отнася до общите принципи на развитие. На 29 ноември 1989 г. след повече от 22 години оригиналното име на клуба е възстановено за всеобща радост на привържениците, които никога не са преставали да го скандират по стадионите. Професионален футболен клуб „Ботев“ в унисон с новите тенденции сключва спонсорски договор с фирмата DINPAM на италианския бизнесмен Паоло Динучи. Бъдещето изглежда сигурно – в първия състав навлизат млади и перспективни играчи – Цветозар Дерменджиев, Тодор Зайцев, Борис Хвойнев, Ясен Петров, Христо Коилов, братята близнаци Гено Добревски и Иван и др. От друга страна обаче голяма част от утвърдените футболисти приключват кариерата си или заминават да играят в чужбина. Падането на Желязната завеса дава нови възможности на играчите да си търсят късмета зад граница, което довежда до голямо текучество и редуване на силни с колебливи игри. Треньорското ръководство също се сменя през няколко месеца. Въпреки това периодът между 1990 – 1993 г. е последният стабилен и градивен за клуба за дълги години напред. „Ботев“ достига до финал в последния турнир за КСА през 1990 и за Купата на България на следващата година; през сезон 1990/91 г. завършва на пето място само на точка от второто, година по-късно остава четвърти заради гол по-лоша голова разлика от Локомотив Пловдив. У ботевистката общественост се създава усещането, че е необходимо още съвсем малко, за да може отборът да се поздрави с шампионската титла или купата, но мерките които се предприемат постигат точно обратния резултат.

#### „Брокерите“ (1993 – 1996)
В началото на 1993 г. начело на клуба застават бизнесмените Христо Данов и Христо Александров, по-късно станали печално известни като кредитни милионери. Те и екипът им си поставят амбициозната цел „Ботев“ да се превърне в отбор от средно европейско равнище. Започва мащабна селекция, която довежда в Пловдив много водещи футболисти, предимно от столичните клубове, но почти изцяло затваря вратите за играчи от собствената школа. Построени са нови съблекални за гостуващите отбори и е поставено осветление на Колежа, като и двете конструкции не отговарят на никакви стандарти и след няколко години са изхвърлени от употреба. Шумното и гръмко наливане на пари, без сериозно поставени стратегически цели и задачи, в крайна сметка довежда до занемаряване на детско-юношеската школа, а когато парите свършват и на „брокерите“ е потърсена съдебна отговорност, те изоставят отбора на произвола на съдбата. Скъпо платените звезди напускат изпадналия в дълбока финансова и административна криза отбор. Преди това – в шампионатите 1992/93, 1993/94, 1994/95 тимът завършва на трето място; през 1993 и 1995 г. достига и до финалния мач за националната купа, но и двата пъти отстъпва пред отборите на ЦСКА и Локомотив София. Въпреки вложените огромни средства „Ботев“ отново остава в подстъпите, а върховете заемат други. По време на управлението на „брокерите“ е написана и една от най-срамните страници в международната история на родния футбол – през 1993 г. „Ботев“ е наказан от УЕФА да не участва една година в европейските клубни турнири заради предложен подкуп от 300 000 щатски долара на съдията. За пръв път тогава редом с името на клуба се появява и това на Димитър Христолов, което съвсем скоро ще стане болезнено познато на всички ботевисти.

#### Задълбочаване на кризата (1996 – 1999)
Между есента на 1996 и пролетта на 1999 г. начело на „Ботев“ се сменят четирима председатели – Георги Чакъров, Петко Моравенов, Веселин Коритарев и Васил Нинов. След фалита на последния само усилията на феновете спасяват отбора от изхвърляне от А група. Случва се нещо, смятано за немислимо и невиждано от по-младите поколения привърженици – през сезоните 1997/98 и 1998/99 отборът до последно се бори за оставането си при майсторите. Треньорските смени продължават да следват една след друга, но в най-добрия случай се постига само временна стабилизация на отбора, последвана от нова криза. В този период изгрява звездата на последното голямо име от школата за столетието – Димитър Телкийски, клубът обаче не притежава средствата, за да го задържи и той напуска в посока столичния Левски.
Пловдив се превръща в дълбока футболна провинция – в незавидно положение се намира и градският съперник Локомотив. Двата отбора се борят за местата си в А група. В 26 кръг, когато е директният пролетен двубой между тях, Локомотив вече е загубил шансове за оставане, но изненадва неприятно играчите и привържениците на „канарчетата“ като излиза „на кръв“ и надделява с 2:1. Времето на договорки между двата тима и взаимно даряване на точки са безвъзвратно отминали. Но ако извоюваната победа на локомотивци е свидетелство за феърплей, какъвто безусловно трябва да има, това съвсем не може да се каже за друг техен мач, важен за жълто-черните. Два кръга по-късно „смърфовете“ играят на свой терен срещу Шумен – също в дъното на таблицата, и от предишните им хъс и агресия няма и помен – загуба с 1:3. В крайна сметка „Ботев“ се спасява, но оттогава до днес между феновете на двата пловдивски отбора се разгаря крайна ожесточеност, непозната преди това.

#### „Ерата“ Христолов (1999 – 2010)
По силата до голяма степен на случайни обстоятелства Димитър Георгиев Христолов се озовава начело на ръководството на 19 март 1999 и (с кратко прекъсване през август – септември 2000) остава на този пост де факто до края на 2009 г., а де юре до 24 април 2010 г. След първи относително стабилен сезон, на отбора накрая се случва логичното и предизвестено изпадане в Б група. Още на следващия сезон е извоювана промоция за връщане, но нещата с нищо не се променят – някога могъщият „Ботев“ се превръща в асансьор между А и Б група; финансовата нестабилност и текучеството на играчи продължават. Машинациите на Христолов го правят едноличен господар с неоспорвана от никого власт. Неговата цел е да продаде клуба на висока цена, но неизменно отхвърля подадените оферти с искане за по-големи суми. Феновете му обявяват открита война – започват вандалски действия по чуждите градове и стадиони, за да го притиснат допълнително финансово с присъжданите в такива случаи глоби. Христолов обаче не се отказва, дори когато заплахите за живота му стават ежедневие, а не липсват и посегателства. В края на краищата през 2009 г. отборът е напуснат от всичките си играчи, а президентът довежда футболисти от италианските долни дивизии. Този ход удължава агонията с още няколко месеца, но накрая и италианците напускат, нямайки средства дори да заплатят престоя си в хотела, където са отседнали. Отборът се разпада. „Ботев“ е изваден от А група, а впоследствие и от професионалния футбол. Малкото хубави неща, случили се през това така дълго за всеки ботевист десетилетие, са отбелязването края на ХХ век със съответните награди на заслужилите играчи и треньори, някои ремонти на стадиона и подстъпите до него.

### Нова надежда (2010–сега)
През сезон 2010/2011 започва възраждането на отбора след 11 години финансова нестабилност при управлението на Димитър Христолов. Възстановено е сдружението с нестопанска цел „Ботев“ след 11 години, в които то няма дейност; а акционерното дружество „Ботев 1912“, което през тези години ръководи отбора е закрито. „Ботев“ (Пловдив) започва сезона на чисто от Югоизточната В група, след откупуването от сдружението на разрешението на закъсалия финансово Металик Сопот за участие в групата. Направена е бърза селекция, в която единственият играч от последния отбор на „канарчетата“ е Васил Василев. В отбора се завръщат много бивши негови играчи и юноши, сред чиито имена личат тези на Тодор Тимонов, Йордан Минев, Николай Манчев и много други. Отборът прави бляскав дебют в аматьорския футбол и завършва на 1-во място след само един равен мач в първенството и всичко останало – победи и по този начин се класира за участие в Източната Б група за следващия сезон. В купата обаче представянето е разочароващо и „Ботев“ (Пловдив) отпада още в предварителните кръгове от Димитровград след изпълнение на дузпи, в мач игран на осветление. Отборът възприема нетипична за българския футбол форма на управление с членски внос на членовете на сдружението, като по време на зимната пауза създава общо акционерно дружество с банкера Цветан Василев, след което финансовата стабилност в клуба е факт.

#### Сезон 2011/2012
За сезон 2011/2012 в Източната Б група е гласуван бюджет от 3 000 000 лв., с което заявяват сериозните амбиции за продължаване на серията от предишния сезон и в Б група. „Ботев“ започва трудно първенство, но след много силна трета третина достига до второто място, което дава право на бараж. В баража за влизане в А група присъстват около 10 000 ботевисти, а „Ботев“ побеждава с 2:0 Спортист (Своге) на стадион „Славия“ в София и се завръща в елита след 2-годишно отсъствие.

#### Сезон 2012/2013
През сезон 2012/2013 „Ботев“ се завръща в А група. Отборът записва най-силния си сезон от 18 години насам и завършват на 4-то място в елита. Заради малшанс и няколко брутални съдийски тесли, отборът не успява да се класира за евротурнирите и остава на 4-та позиция, но след отказването на ЦСКА „Ботев“ заслужено влиза в Лига Европа и записва невероятно европейско лято с 6 мача без нито една загуба.

#### Сезон 2016/2017
Въпреки колебливата игра и неубедително представяне в първенството, където отбора завършва на 8 позиция, „Ботев“ (Пловдив) записва най-големия си успех от 36 години, като печели Купата на България по футбол. Във финалния двубой, игран на 24 май 2017 г., жълто-черните побеждават шампиона „Лудогорец“ с 2:1 с головете на Омар Косоко и Антонио Вутов за пловдивчани и на Клаудиу Кешерю за разградчани. Така „Ботев“ печели трофея за трети път в своята история и се класира за европейския клубен турнир – Лига Европа. Европейското лято за „Ботев“ продължава и с мачове в ЕКТ отборът достига до 3 квалификационен кръг на ЛЕ, където отпада от португалския Маритимо с общ резултат 0 – 2 (0 – 0 като домакин за Ботев). Преди това в 1-ви квалификационен кръг след 2 победи е отстранен Партизани (1 – 3, 0 – 1) и израелският Бейтар (Йерусалим) 1 – 1 (гост) и 4 – 0 като домакин за „Ботев“ (Пловдив).
Европейското лято за „Ботев“ (Пловдив) приключва със спечелването на Суперкупата на България след победа над шампиона „Лудогорец“ с 5 – 4 след изпълнение на дузпи (1 – 1 в редовното време).

## Клубни успехи
А група:
- Шампион (2): 1929, 1967
- Второ място (2): 1963, 1986
- Трето място (14): 1930, 1937, 1943, 1956, 1961, 1981, 1983, 1985, 1987, 1988, 1993, 1994, 1995, 2022

Купа на България:
- Носител (4): 1962, 1981, 2017, 2024
- Финалист (10): 1947, 1956, 1963, 1964, 1984, 1991, 1993, 1995, 2014, 2019

Суперкупа на България:
- Шампион (1): 2017
- Финалист (2): 2014, 2024

Балканска купа:
- Шампион (1): 1972
- Финалист (1): 1981

Купа на носителите на купи:
- Четвъртфинал: 1962/63

## Наименования
- 1912: СК Ботевъ
- 27 декември 1944 – 18 септември 1947: Шипка-Ботев
- 1949: Ботев при ДНВ (Ботев при Дома на народната войска)
- 1950: ДНВ (Дом на народната войска), след присъединяването на „Стефан Кираджиев“ и СК на Пловдивския гарнизон
- 1952: ДНА (Дом на народната армия)
- 1956: СКНА (Спортен клуб на народната армия)
- 1957: АСК Ботев (Армейски спортен клуб Ботев)
- 1964: Ботев
- 1967: Тракия – след обединение на Ботев, Спартак и Академик
- 1972: АФД Тракия (Армейско физкултурно дружество Тракия)
- 1985: ФК Тракия
- от 28 ноември 1989: ФК Ботев

## Участия в Европейските клубни турнири
| Сезон   | Турнир                | Кръг                       | Държава             | Отбор            |  | Домакин | Гост     | Общо      | Продължава/Отпада |
| ------- | --------------------- | -------------------------- | ------------------- | ---------------- |  | ------- | -------- | --------- | ----------------- |
| 1962/63 | КНК                   | 1/16 финал                 | Румъния             | Стяуа Букурещ    |  | 5:1     | 2:3      | 7:4       |                   |
|         |                       | 1/8 финал                  |                     | Шамрок Роувърс   |  | 1:0     | 4:0      | 5:0       |                   |
|         |                       | Четвъртфинал               | Испания             | Атлетико Мадрид  |  | 1:1     | 0:4      | 1:5       |                   |
| 1967/68 | КЕШ                   | 1/16 финал                 | Румъния             | Рапид Букурещ    |  | 2:0     | 0:3(сдв) | 2:3       |                   |
| 1968/69 | КПГ                   | Първи кръг                 | Испания             | Сарагоса         |  | 3:1     | 0:2      | 3:3 (ГЧТ) |                   |
| 1970/71 | КПГ                   | Първи кръг                 |                     | Ковънтри Сити    |  | 1:4     | 0:2      | 1:6       |                   |
| 1978/79 | Купа на УЕФА          | Първи кръг                 |                     | Херта Берлин     |  | 1:2     | 0:0      | 1:2       |                   |
| 1981/82 | КНК                   | 1/16 финал                 | Испания             | Барселона        |  | 1:0     | 1:4      | 2:4       |                   |
| 1984/85 | КНК                   | 1/16 финал                 |                     | Унион Люксембург |  | 4:0     | 1:1      | 5:1       |                   |
|         |                       | 1/8 финал                  |                     | Байерн Мюнхен    |  | 2:0     | 1:4      | 3:4       |                   |
| 1985/86 | КЕШ                   | 1/16 финал                 |                     | Гьотеборг        |  | 1:2     | 2:3      | 3:5       |                   |
| 1986/87 | Купа на УЕФА          | Първи кръг                 |                     | Хибърниънс       |  | 8:0     | 2:0      | 10:0      |                   |
|         |                       | 1/16 финал                 |                     | Хайдук Сплит     |  | 2:2     | 1:3      | 3:5       |                   |
| 1987/88 | Купа на УЕФА          | Първи кръг                 |                     | Цървена звезда   |  | 2:2     | 0:3      | 2:5       |                   |
| 1988/89 | Купа на УЕФА          | Първи кръг                 |                     | Динамо Минск     |  | 1:2     | 0:0      | 1:2       |                   |
| 1992/93 | Купа на УЕФА          | Първи кръг                 |                     | Фенербахче       |  | 2:2     | 1:3      | 3:5       |                   |
| 1993/94 | Купа на УЕФА          | Първи кръг                 |                     | Олимпиакос       |  | 2:3     | 1:5      | 3:8       |                   |
| 1995/96 | Купа на УЕФА          | Първи кръг                 | Грузия              | Динамо Тбилиси   |  | 1:0     | 1:0      | 2:0       |                   |
|         |                       | 1/32 финал                 |                     | Севиля           |  | 1:1     | 0:2      | 1:3       |                   |
| 2013/14 | Лига Европа           | Първи квалификационен кръг |                     | Астана           |  | 5:0     | 1:0      | 6:0       |                   |
|         |                       | Втори квалификационен кръг |                     | Зрински Мостар   |  | 2:0     | 1:1      | 3:1       |                   |
|         |                       | Трети квалификационен кръг |                     | Щутгарт          |  | 1:1     | 0:0      | 1:1 (ГЧТ) |                   |
| 2014/15 | Лига Европа           | Първи квалификационен кръг |                     | Либертас         |  | 4:0     | 2:0      | 6:0       |                   |
|         |                       | Втори квалификационен кръг |                     | Санкт Пьолтен    |  | 2:1     | 0:2      | 2:3       |                   |
| 2017/18 | Лига Европа           | Първи квалификационен кръг |                     | Партизани Тирана |  | 1:0     | 3:1      | 4:1       |                   |
|         |                       | Втори квалификационен кръг |                     | Бейтар Йерусалим |  | 4:0     | 1:1      | 5:1       |                   |
|         |                       | Трети квалификационен кръг |                     | Маритимо         |  | 0:0     | 0:2      | 0:2       |                   |
| 2022/23 | Лига на конференциите | Втори квалификационен кръг |                     | АПОЕЛ            |  | 0:0     | 0:2      | 0:2       |                   |
| 2024/25 | Лига Европа           | Първи квалификационен кръг |                     | Марибор          |  | 2:1     | 2:2      | 4:3       |                   |
|         |                       | Втори квалификационен кръг |                     | Панатинайкос     |  | 1:2     | 0:4      | 1:6       |                   |
|         | Лига на конференциите | Трети квалификационен кръг | Босна и Херцеговина | Зрински Мостар   |  | 2:1     | 0:2      | 2:3       |                   |

## Участия в Турнира за Купа Интертото
| Сезон | Турнир         | Кръг     | Държава | Отбор               |  | Домакин | Гост | Общо | Продължава/Отпада |
| ----- | -------------- | -------- | ------- | ------------------- |  | ------- | ---- | ---- | ----------------- |
| 1983  | Купа Интертото | Група 10 |         | СК Витковице        |  | 5:1     | 2:4  | 7:5  |                   |
|       |                | Група 10 |         | Айнтрахт Брауншвайг |  | 0:1     | 0:2  | 0:3  |                   |
|       |                | Група 10 |         | Елфсборг            |  | 4:0     | 0:0  | 4:0  |                   |
| 1991  | Купа Интертото | Група 8  |         | Дунайска Стреда     |  | 1:3     | 1:4  | 2:7  |                   |
|       |                | Група 8  |         | Рапид Букурещ       |  | 5:0     | 1:2  | 6:2  |                   |

## Участия в Турнира за Балканската купа
| Сезон   | Турнир         | Кръг         | Държава | Отбор              |  | Домакин | Гост | Общо | Продължава/Отпада |
| ------- | -------------- | ------------ | ------- | ------------------ |  | ------- | ---- | ---- | ----------------- |
| 1971/72 | Балканска купа | Групова фаза |         | Гьозтепе           |  | 3:0     | 1:3  | 4:3  |                   |
|         |                | Групова фаза | Румъния | Брашов             |  | 1:1     | 3:2  | 4:3  |                   |
|         |                | Финал        |         | Вардар Скопие      |  | 5:0     | 0:4  | 5:4  |                   |
| 1980/81 | Балканска купа | Групова фаза | Румъния | Спортул Студенцеск |  | 3:0 1   | 2:3  | 5:3  |                   |
|         |                | Финал        |         | Вележ (Мостар)     |  | 5:6     | 2:6  | 7:12 |                   |

1. Спортул Студенцеск се оттегля от турнира.

## Състав 2025/2026
Към 25 юни 2025 г.

## Стадион
Първоначално „жълто-черните“ тренират на поляните до Тютюневата фабрика, на „Пепинерата“ (Сточна гара), на Гладно поле или в Мараша. Официалните мачове се провеждали на игрище „Колежа“, което е било супер модерно за времето си – със съблекални, официална ложа и трибуни. Няма сведения клубът да е плащал наем за ползване на стадиона, който бил стопанисван от Френския колеж.
През 1924 г. Управителният съвет на клуба, начело с адвоката Георги Хитрилов, взима решение за изграждане на собствено парк-игрище. Отправени са официални искания към градската управа за отпускане на терен. Въз основа на протокол № 59/20.11.1925 г. Пловдивската община отпуска 36 декара общинска земя в квартал „Ухото“ на Кичук Париж, югоизточно от Централна гара. За кратко време игрището е оградено с каменна стена, вдигната е официална трибуна с клубни помещения, а теренът е затревен. Първата официална среща на новопостроеното парк-игрище „Ботев“ се играе на 23 май 1926 година.
Година по-късно ръководството решава да постави монумент на клубния патрон, поета-революционер Христо Ботев, пред входа на новия дом. Основава се фонд „Постройка на бюст-паметник на Христо Ботев“ за набиране на финансови средства.
На 16 ноември 1926 г. „настоятелството“ на СК „Христо Ботев“ набелязва 5 инициативи за събиране на средства по построяването на бюст-паметника: провеждането на нова предметна томбола, създаването на „Златна книга на спортен клуб „Хр. Ботев“ Пловдив“, изпращането на покани към видни български писатели и общественици, които да изнасят научни лекции в Пловдив, организирането на коледен хор и неделни следобедни забави. По-късно са добавени още две инициативи: организирането на бал през месец март 1927 г. и разпродажба на „Ботев лист“.
На корицата на „Златна книга на спортен клуб „Хр. Ботев“ Пловдив“ е поставен портрет на Христо Ботйов, нарисуван от Нягул Станчев. На 28 януари 1927, секретарят Вълко Куманов е натоварен със задачата да замине за София, където да поднесе „Златната книга“ за подпис пред Негово Величество Борис III Цар на Българите. На 1 март 1927, Вълко Куманов докладва, че Негово Величество е подписало книгата и е подарило 2000 лв. за направата на паметника. Подписът на Борис III Цар на Българите стои точно под герба на първа страница от „Златната книга“. До тържественото откриване на паметника на 2 юни 1927 г. в „Златната книга“ се подписват и оставят своите послания Окръжният управител на Пловдив, Председателят на окръжната комисия, Началникът на Пловдивския гарнизон и Андрей Ляпчев – министър-председател на България. Последният пише: „Всяко занимание иска почивка, най-добрата е спортът, както той дотъкмява онова що ежедневния черен труд отнема и както той хармонира с възрастта и с дълга към отечеството.“
Предметната томбола с цел събиране на средства за построяването на бюст-паметника е проведена на 27 март 1927 г. Чистите приходи от нея възлизат на 32 325 лв. В „Протоколна книга на спортен клуб „Христо Ботев“ – Пловдив“ са описани предметите, които са останали не потърсени след провеждането на томболата – портрет на Христо Ботев в рамка, пешкирник от орехово дърво с огледало, гарнитура за шиене, закачалка с огледало и др.
Благодарение на организиран коледен хор и провеждане на т.нар. „коледуване“ са събрани 1731 лв.
На 16 ноември 1926 г. е взето решението да бъде организирано изпращането на покани към видни български писатели и общественици, които да изнасят научни лекции в Пловдив. „Протоколна книга на спортен клуб „Христо Ботев“ – Пловдив“ не пази сведения за успешното провеждане на подобни лекции. Среща се обаче информация за т.нар. „Ботев лист“ – сборник, в който са публикувани статии на видни общественици, спомени за Христо Ботев и моменти из дейността на клуба. Прогимназията „Христо Ботев“ е поканена да вземе участие в разпространението на „Ботев лист“, който съдържа 8 страници и е издаден на 2 юни 1927 от редакционен колектив при С. К. „Христо Ботев“ – Пловдив. Почетният член на клуба и изтъкнат пловдивски общественик Недко Каблешков също изпраща своя статия за сборника, която обаче е публикувана в отделна брошура с помощта на д-р Грую Хр. Данов. Не са запазени сведения какви средства са събрани от тази инициатива.
Проведен е конкурс за проект между млади български скулптори, в който се включват Васил Вичев, Кирил Георгиев, Янко Павлов, Иван Топалов и още 3-ма творци, чийто имена не са запазени. На 13 март 1927 г., след проведен референдум между клубните членове, специално жури в състав: председател Георги Атанасов (един от основателите и председателите на дружеството на южнобългарските художници) и членове арх. Стойко Стойков (една от най-ярките фигури в пловдивската архитектурна колегия в периода 1920 – 1940 г.), легендарният Цанко Лавренов, Георги Хитрилов (председател на С. К. „Христо Ботев“ – Пловдив), С. С. Салгънджиев и Н. Радомиров, определя един проект от представените седем – този на Васил Вичев. На премирания автор е възложена изработката на паметника от специален мрамор, донесен за случая от Врачанския Балкан.
Постаментът е официално открит на 2 юни 1927 г. с литургия и патриотичен ритуал. Недко Каблешков държи пламенна реч. На церемонията присъстват лелята на Ботйов и четникът Иван Андонов, който прочувствено заявява:
„Не случайността постави паметника на великия българин на това място. Провидението е внушило на клубните членове да го вдигнат тук. Запомнете това – през Априлското въстание, когато в Пловдив са докарани заловени въстаници, точно на това място османците ги избиват и то е напоено с толкова много българска кръв. Днес тук стои каменния лик на певеца за свобода и величав борец на милото ни Отечество. Нека неговия дух ви окрилява винаги в спортните битки за чест и слава на нашия град. Да живей България!“. Устроени са атлетически състезания, за които е поканен СК „Сердика“ София и са подготвени 100 медала с ленти както следва: 1-ва награда с бяла лента, 2-ра със зелена и 3-та с червена. Кулминацията на спортните прояви е футболният мач на „Ботев“ срещу СК „Левски“ София. Изработени са малки фотографии на бюст-паметника, за да се разпространяват по време на честването. Правят се плакати с „ботеви творения“, които се поставят на видни места из града.
Клубът се сдобива с нотариален акт за собственост на игрището през 1934 година, като по този начин се слага край на тревогите, че мястото може да бъде отчуждено по един проект от 1918 г. за разширяване железопътното депо към Централна гара.
В годините от 1926 от 1947, „Ботев“ (Пловдив) играе 6 международни срещи на това игрище – печели две, губи три и завършва веднъж наравно. Съперници са Адмира от Виена (1:7), Кечкемет от Унгария (3:2 и 2:4), Бешикташ от Цариград (0:0), Бохемианс от Прага (1:3) и „вундер-тима“ на Аустрия Виена (сензационна победа с 5:4). На 16 ноември 1934 г. българският национален отбор играе тук международен мач, побеждава с 2:1 унгарския национал.
След установяването на комунистическата власт в град Пловдив и в неговия спортен живот настъпват тотални промени.
През 1947 година клубната управа изработва план, според който съществуващото парк-игрище трябва да се превърне в модерен стадион с високи бетонни трибуни, волейболни и баскетболни площадки, тенис кортове и открит плувен басейн. Това не се осъществява. С едно решение на градското физкултурно ръководство през 1949 г. теренът в Кичук Париж е предаден за ползване на физкултурно дружество Спартак.
В периода 1949 – 1961 „Ботев“ (Пловдив) ползва за тренировки и мачове стадиона на БДЖ, на бившето Асеновградско шосе, а също и старото игрище „Шипка“ в Кичук Париж. Впоследствие тимът се установява трайно на Градския стадион, известен с прозвището си „Високата кула“, а после и като „Голямата къща“.
През 1959 г. властите разрешават строеж на нов клубен стадион на мястото на старото игрище в квартал „Каменица“. Първите строителни работи започват на 21 юли 1959 г. по проекта на арх. Антон Каравелов. Две години по-късно „Ботев“ (Пловдив) се завръща в своя исконен дом – на Колежа. Стадионът е открит с големи тържества на 14 май 1961 г. в присъствието на министър-председателя Антон Югов, а символичната лента е прерязана от генерал Добри Джуров. Празненствата завършват с приятелски мач срещу румънския шампион „Стяуа“ (тогава ЧЧА) и жълто-черна победа с 3:0.
През 1993 г., при управлението на Христо Данов, „старчето на „Източен“ 10“ претърпява първия си съществен ремонт. Съблекалнята за гостуващите отбори е преместена в североизточния край на стадиона. Прокопан е тунел, между Сектор Север и Трибуна Изток, свързващ гостите с терена, намален е капацитетът на седящите места, а през 1995 г. е поставено електрическо осветление („лампите на брокерите“, останали от реконструкцията на тенис-комплекса „СТАД“ и не отговарящи на стандартите за футбол през нощта).
Значителни козметични ремонти има в периода 2007 – 2008, когато заради разширяването на булевард ”Източен“ е стеснено пространството пред Централната трибуна. По същото време е върната съблекалнята за гости пак на старото си място, под официалните ложи. Укрепена е Трибуна Изток и се намалява нейния капацитет.
Най-много публика е изпълвала Колежа на 27 февруари 1963 г. за четвъртфиналния мач за КНК срещу мадридския Атлетико (1:1) – 40 000 зрители. Рекордът за български мач е с Левски София (0:1) през 1966 г. – 37 000 зрители.
На няколко пъти домът на „канарчетата“ е подслонявал и градските съперници – Локомотив и Спартак. „Смърфовете“ играят домакинските си срещи тук през пролетта на 1980 г. (тогава изпадат) и един мач през 2004 г. (стават шампиони). „Гладиаторите“ от Спартак ползват стадиона за няколко свои мача през 1995 г.
Стадион „Ботев“ е домакинствал на финал за Националната купа през 2000 г. (Левски София – Нефтохимик 2:0).
На 26 март 2012 г. е започната мащабна реконструкция на стадиона по идеен проект на архитект Георги Савов и с подкрепата на новия собственик на отбора Цветан Василев. Според разчетите строителството ще погълне близо 20 милиона лева, а съоръжението трябва да бъде готово за експлоатация в края на 2014 година. Реконструкцията се състои от четири етапа. Първият етап е свързан с подмяна на терена и разполагане на модерна дренажна система и отоплителна инсталация. Теренът ще бъде с размери 68x105 метра. Съществуващата Трибуна Изток ще бъде ремонтирана, като под нея ще се намират съблекалня, стая за допинг и лекарски кабинет.
Вторият етап обхваща цялостна реконструкция на Южния завой. Третият етап (аналогичен на втория) се отнася за Северния завой. Четвъртият етап засяга Централна трибуна. Тя ще бъде преместена с 10 метра навътре от сегашното си положение. Подходът към ложите ще се извършва от фасадата, която, заедно с бюст-паметника на Христо Ботев, е единственият спомен, който ще остане от настоящия вид на стадиона. След края на реконструкцията „Колежа“ ще разполага с 18000 седящи места, от които 120 ще бъдат ВИП. 80% от местата ще бъдат покрити. Паркингът ще побира 800 автомобила и 6 автобуса. Помещенията под трибуните ще бъдат на три нива. Те включват съблекални, медицински кабинети, зала за технически конференции, помещения за представителите на медиите, 4 спортни зали, музей, фен-магазин, санитарен възел, тераси и др.
Мащабната реконструкция на стадиона е свързана и със създаването на детски школи, които да подкрепят и развиват младите футболни таланти.

## Класиране по сезони
За повече информация погледнете ПФК Ботев (Пловдив) през сезоните
- 67 сезона в А група
- 5 сезона в Б група
- 2 сезон във В група

## Треньори
За повече информация погледнете ПФК Ботев (Пловдив) – треньори
Списък с последните дванадесет треньора на клуба:
|            | Име               | От            | До         | Постижения                               |   |
| ---------- | ----------------- | ------------- | ---------- | ---------------------------------------- | - |
|            | Марин Бакалов     | 15.06.2010    | 20.02.2011 | –                                        |   |
|            | Костадин Видолов  | 20.02.2011    | 15.05.2011 | –                                        |   |
|            | Петър Хубчев      | 15.05.2011    | 26.10.2011 | –                                        |   |
|            | Милен Радуканов   | 26.10.2011    | 26.03.2012 | –                                        |   |
|            | Костадин Видолов* | 26.03.2012    | 05.06.2012 | –                                        |   |
|            | Ферарио Спасов    | 05.06.2012    | 10.12.2012 | –                                        |   |
|            | Станимир Стоилов  | 1 януари 2013 | 04.06.2014 | Купа на България                         |   |
|            | Любослав Пенев    | 06.06.2014    | 07.07.2014 | –                                        |   |
|            | Велислав Вуцов    | 14.07.2014    | 03.12.2014 |                                          |   |
|            | Петър Пенчев      | 03.12.2014    | 27.07.2015 | –                                        |   |
|            | Ермин Шиляк       | 27.07.2015    | 10.11.2015 | –                                        |   |
|            | Николай Костов    | 11.11.2015    | 23.08.2016 | –                                        |   |
|            | Николай Киров     | 24.08.2016    | 29.05.2019 | Купа на България и Суперкупа на България |   |
| Черна гора | Желко Петрович    | 09.06.2019    | 08.10.2019 | –                                        |   |
|            | Ферарио Спасов    | 08.10.2019    | 05.10.2020 | –                                        |   |
|            | Петър Пенчев      | 06.10.2020    | 06.12.2020 |                                          |   |
|            | Стефан Стоянов    | 07.12.2020    | 08.01.2021 | –                                        |   |
|            | Азрудин Валентич  | 08.01.2021    | 29.07.2022 | –                                        |   |
|            | Артур Ованесян*   | 29.07.2022    | 03.08.2022 | –                                        |   |
|            | Желко Копич       | 03.08.2022    | 06.12.2022 | –                                        |   |
|            | Бруно Балтазар    | 03.01.2023    | 08.06.2023 | –                                        |   |
|            | Станислав Генчев  | 08.06.2023    | 22.08.2023 | –                                        |   |
|            | Рафаел Ферейра*   | 22.08.2023    | 03.09.2023 | –                                        |   |
|            | Душан Керкез      | 04.09.2023    | 29.05.2025 | Купа на България                         | – |
|            | Николай Киров     | 28.06.2025    |            | –                                        |   |

## Президенти
За повече информация погледнете ПФК Ботев (Пловдив) – президенти
Списък с последните десет президенти на клуба:
|  | Име               | От             | До            |
|  | ----------------- | -------------- | ------------- |
|  | Христо Данов      | 16 януари 1993 | 4 януари 1995 |
|  | Михаил Маркачев   | 4 януари 1995  | 14.10.1996    |
|  | Георги Чакъров    | 14.10.1996     | 16.09.1997    |
|  | Петко Муравенов   | 16.09.1997     | 26.11.1997    |
|  | Веско Коритарев   | 26.11.1997     | 16.12.1997    |
|  | Васко Нинов       | 16.12.1997     | 16.03.1999    |
|  | Димитър Христолов | 19.03.1999     | 29.04.2010    |
|  | Марин Бакалов     | 29.04.2010     | 30.10.2011    |
|  | Юли Попов         | 31.10.2011     | 19.03.2014    |
|  | Иван Джиджев      | 19.03.2014     | 07.07.2015    |
|  | Ангел Палийски    | 07.07.2015     | 24.07.2018    |
|  | Георги Самуилов   | 03.10.2018     | 07.01.2021    |
|  | Даниел Серехидо   | 07.01.2021     | 26.09.2021    |
|  | Антон Зингаревич  | 30.09.2021     | 14.04.2025    |
|  | Васил Боснешки    | 01.07.2025     |               |

## Прочути футболисти
| - Александър Александров – Кривия - Александър Иванов – Каскета (1956 – 1990) - Александър Касъров - Александър Костов - Ангел Калбуров (1955 – 2014) - Антим Пехливанов - Антон Милков (1955 – 1979) - Атанас Гаръбски – Танка (1955 – 1996) - Атанас Маринов - Атанас Пашев - Аян Садъков (1961 – 2017) - Благой Блангев - Божидар Искренов – Гибона - Борислав Михайлов - Борис Хвойнев - Вангел Каунджиев – Ченгеля (1908 – 1986) - Вангел Делев - Васил Симов - Виден Апостолов - Гено Добревски - Георги Аспарухов – Гунди (1943 – 1971) - Георги Бечиров - Георги Георгиев – Гецата - Георги Донков - Георги Кекеманов - Георги Марков (1972 – 2018) - Георги Попов – Тумби - Георги Разложки - Георги Славков – Бенкса (1958 – 2014) - Георги Убинов – Графа (1947 – 2016) - Георги Харалампиев – Ампе | - Георги Цветанов (1968 – 2013) - Георги Чакъров (1933 – 1988) - Георги Христов - Даниел Божков - Димитър Лафчиев - Димитър Вичев - Димитър Танков - Димитър Телкийски – Мечо - Димитър Младенов - Димитър Костадинов – Мики - Динко Дерменджиев – Чико - Добрин Ненов - Енгибар Енгибаров - Запрян Раков - Иван Вуцов - Иван Глухчев - Иван Добревски - Иван Кочев - Иван Кючуков - Иван Притъргов - Иван Сотиров – Албанеца - Иван Цветков – Цар Иван - Иван Занев - Ивелин Попов - Йордан Кичеков - Кирил Пейчев - Коста Босаков - Коста Танев - Костадин Костадинов |  | - Костадин Видолов - Красимир Манолов - Крум Янев – Палакмана - Лилчо Арсов - Лъчезар Балтанов – Лъчо - Марин Бакалов – Мери - Митко Аргиров - Михаил Карушков - Найден Радомиров - Наско Сираков - Никола Щерев – Старика - Петър Зехтински – Зико - Петър Курдов - Райко Стойнов (1937 – 2010) - Райно Панайотов - Румен Юруков – Пики - Станчо Проданов – Зигото - Стоичко Пешев - Спас Джевизов - Славчо Хорозов - Сашо Ангелов - Тодор Зайцев - Тодор Неделев - Трифон Пачев - Тодор Тодоров – Дура - Христофор Маринов – Фори - Христо Илиев – Патрата - Христо Коилов - Янко Самоковлиев - Ясен Петров – Джанини |

## Известни ботевисти
- Александър Дяков, адвокат, директор на международния Пловдивски панаир (1997 – 2002)
- Андон Андонов, управител на Област Пловдив (1997 – 2001)
- Апостол Апостолов, икономист
- Антон Горчев, актьор
- Божидар Здравков, кмет на Пловдив (1932 – 1939)
- Боян Ботйов, председател на Общонародна фондация "Хр.Ботев", прапраплеменник на Христо Ботев
- Валентин Маринов, архитект
- Григорий Вазов, икономист
- Димитър Данчев – първият български покер милионер
- Димитър Кърнев, музикант
- Димитър Аврамов, политолог
- Жан Виденов, министър-председател на България (1995 – 1997)
- Желязко Христов, лекар, синдикалист
- Здравко Димитров, баскетболист, кмет на Пловдив (2019 – 2023)
- Ивайло Михайлов, оперен певец
- Иван Андонов, кинорежисьор
- Иван Бедров, журналист
- Иван Даскалов, апелативен прокурор на Пловдив
- Иван Тотев, кмет на Пловдив (2011 – 2019)
- Йордан Велчев, историк
- Йордан Йовчев, гимнастик, четирикратен световен шампион.
- Йордан Христосков, управител на Националния осигурителен институт (2000 – 2009)
- Йордан Радев, директор на Международния панаир (2002 – 2007)
- Константин Кацаров, певец, вокалист на група Ренегат
- Марин Йончев, музикант
- Мария Петрова, трикратна световна шампионка по художествена гимнастика
- Недко Каблешков, юрист и общественик
- Никола Добрев, икономист и предприемач
- Обрейко Обрейков, финансист, създател на Международния панаир
- Петър Стоянов, президент на България (1997 – 2002)
- Розалин Петков, управител на Област Пловдив от 12 август 2014 г.
- Росен Димов, апелативен прокурор на Пловдив
- Свилен Ноев, музикант
- Славчо Атанасов, кмет на град Пловдив (2007 – 2011)
- Сотир Цацаров, Главен Прокурор на Република България (2012 – 2019)
- д-р Стоян Тонев, лекар
- Стойо Вартоломеев, книгоиздател
- Стефка Костадинова, Олимпийски шампион, Президент на БОK
- Тодор Батков
- Христо Стоичков, футболист
- Христо Кидиков, певец
- Цветан Василев, бизнесмен[31]

## Почетни членове
- Димитър Кудоглу – Основните дейности по успешната дарителска акция и построяването на първия бюст-паметник на Христо Ботев в Пловдив са осъществени от края на 1926 г. до първата половина на 1927 г. По същото време Димитър Кудоглу закупува сградата на хотел „Цар Симеон“, дарява я на българския народ в лицето на правителството за направата на Дом на благотворителността и народното здраве, който отваря врати през есента на 1927 г. В деня на официалното откриване, 8 ноември, величествена манифестация приветства благодетеля Кудоглу по улиците на Пловдив. На същата дата СК „Христо Ботев“ провежда своето общо годишно събрание. Членовете почитат със ставане на крака „големия дарител и добър българин“ Димитър Петров Кудоглу, като го провъзгласяват с телеграма за почетен член на клуба. Събитието е отразено в „Протоколна книга на спортен клуб „Христо Ботев“ – Пловдив 1926 – 1927“, а текстът на телеграмата гласи следното: „Членовете на СК „Христо Ботев“ Пловдив, събрани днес на Общо годишно събрание, като съжаляват, че не могат да вземат участие при освещаването на Диспансера, отдават дълбока почит на Великото Ви и единствено в историята на града ни дарение и единодушно Ви обявяват за почетен член на клуба. Здравейте.“[32]
- Недко Каблешков – видният български общественик, политик, публицист и адвокат е обявен за почетен член на спортен клуб „Христо Ботев“ през 1928 г.

## Зала на славата
| #  | Име                 | Мачове |
| -- | ------------------- | ------ |
| 1  | Динко Дерменджиев   | 447    |
| 2  | Виден Апостолов     | 429    |
| 3  | Запрян Раков        | 359    |
| 4  | Марин Бакалов       | 353    |
| 5  | Петър Зехтински     | 351    |
| 6  | Костадин Костадинов | 349    |
| 7  | Димитър Младенов    | 347    |
| 8  | Славчо Хорозов      | 341    |
| 9  | Трифон Пачев        | 320    |
| 10 | Георги Попов        | 309    |

| Година | Име              | Голове |
| ------ | ---------------- | ------ |
| 1961   | Иван Сотиров     | 20     |
| 1975   | Иван Притъргов   | 20     |
| 1981   | Георги Славков   | 31     |
| 1983   | Антим Пехливанов | 20     |
| 1986   | Атанас Пашев     | 30     |
| 2008   | Георги Христов   | 19     |

| #  | Име                 | Голове |
| -- | ------------------- | ------ |
| 1  | Динко Дерменджиев   | 194    |
| 2  | Костадин Костадинов | 106    |
| 3  | Атанас Пашев        | 100    |
| 4  | Антим Пехливанов    | 89     |
| 5  | Иван Сотиров        | 86     |
| 6  | Георги Попов        | 83     |
| 7  | Тодор Неделев       | 77     |
| 8  | Добрин Ненов        | 76     |
| 9  | Борис Хвойнев       | 75     |
| 10 | Георги Славков      | 61     |

- Данните са до 29 декември 2019 година.

## Най-големи победи
- 9:0 Марек – 14 август 1965
- 8:0 Черноморец Бс – 1 септември 1984
- 8:0 Миньор – 9 юни 1985
- 8:1 Берое (Шампион в същия сезон) – 22 декември 1985
- 7:0 Беласица – 19 май 1984
- 7:1 Монтана – 7 април 2017
- 7:1 Пирин ГД – 28 юли 2013
- 7:2 Спартак Пл – 11 декември 1985
- 6:0 Спартак Вн – 1963
- 6:0 Дунав Русе – 18 декември 1966
- 6:0 Дунав Русе – 3 април 1971
- 6:0 Славия – 6 април 1994
- 6:0 Берое – 4 октомври 1994
- 6:0 Славия – 2 октомври 1999
- 6:0 Ботев Враца - 5 ноември 2022
- 6:0 Локомотив Сф – 26 октомври 2023
- 6:1 Левски Сф – 8 юли 1962
- 6:1 Химик Димгр – 29 юни 1963
- 6:1 Пирин Бл – 30 септември 1978
- 6:1 Сливен – 25 октомври 1980
- 6:1 Ботев Враца – 2 март 1986
- 6:1 Спартак Вн – 19 ноември 1993
- 5:0 Локомотив Пд – 27 август 1988
- 5:0 Локомотив Пд – 2 септември 1995
- 6:2 Локомотив Сф – 21 ноември 1982
- 6:0 Локомотив Сф – 26 октомври 2023

## Контакти
Пловдив 4017, кв. Каменица, бул. „Източен“ 10, тел.: 032/ 66 77 99